# Misericordia Sugrañes
Misericordia Sugrañes Barenys (Reus, 1956) es una política y abogada española, alcaldesa de Alayor durante dos mandatos, comprendidos entre 2011 y 2019. Diputada en el Parlamento de las Islas Baleares de 1999 a 2019, y nuevamente en la XI Legislatura del Parlamento de las Islas Baleares, iniciada el 20 de junio de 2023, en la que fue elegida Secretaria Primera de Mesa del Parlament. 
Es la presidenta del Partido Popular de Menorca desde mayo de 2017 y ha ostentado el cargo de Consejera y portavoz de la oposición del Consejo Insular de Menorca de 2019 a 2023.

## Trayectoria política

### Etapa municipal (1991-2019)
Accedió al Ayuntamiento de Alayor en la legislatura comprendida entre 1991 y 1995, en la que ejerció como Teniente de Alcalde de Hacienda, durante la alcaldía de Antonio Pons Timoner. De 1995 a 2011 fue concejal en la oposición del mismo Ayuntamiento.
Se presentó sin éxito como cabeza de lista del Partido Popular a las elecciones municipales de 2003 y 2007, en esta última ocasión quedándose a 12 votos de la mayoría absoluta. 
Fue escogida alcaldesa del municipio por mayoría absoluta en las elecciones municipales de 2011, revalidando el cargo en las elecciones municipales celebradas 24 de mayo de 2015.

### Etapa insular (1999-2003 y 2019-2023)
Fue Consejera en la oposición en el Consejo Insular de Menorca desde 1999 a 2003, y nuevamente en la legislatura de 2019 a 2023, en la que se había presentado como cabeza de lista.

### Etapa autonómica (1999-2019 y 2023-actualidad)
Ha ejercido como diputada en el Parlamento de las Islas Baleares en dos etapas, la primera que incluye el periodo de 1999 a 2019, hasta que se incorporó como cabeza de la oposición en el Consejo Insular de Menorca, y nuevamente a partir de 2023, en la que fue elegida Secretaria Primera de la Mesa del Parlamento.